# Taninokuči
Taninokuči (japonsky 谷之口駅, Taninokuči-eki) je neobsazená železniční stanice společnosti JR Kjúšú na trati Ničinan. Zastavují zde osobní i spěšné vlaky.